# Grand Prix cycliste de Gatineau 2011
La 2e édition du Grand Prix cycliste de Gatineau a eu lieu le 21 mai 2011. La course fait partie du calendrier international féminin UCI 2011 en catégorie 1.1. L'épreuve est remportée par l'Italienne Giorgia Bronzini.

## Récit de course
La course se conclut au sprint. Giorgia Bronzini est la plus rapide,.

## Classements

### Classement final
| \| Classement général \| Classement général \| Classement général \| Classement général \| Classement général \| \| Coureur \| Coureur \| Pays \| Équipe \| Temps \| \| ------------------ \| ------------------- \| ------------------ \| ---------------------- \| ------------------ \| \| 1re \| Giorgia Bronzini \| Italie \| Colavita Forno d'Asolo \| 2 h 38 min 45 s \| \| 2e \| Joëlle Numainville \| Canada \| Tibco-To the Top \| + 0 s \| \| 3e \| Theresa Cliff-Ryan \| États-Unis \| Colavita Forno d'Asolo \| + 0 s \| \| 4e \| Leah Kirchmann \| Canada \| Canada \| + 2 s \| \| 5e \| Elizaveta Oshurkova \| Ukraine \| Ukraine \| + 2 s \| \| 6e \| Veronique Labonte \| Canada \| \| + 2 s \| \| 7e \| Karol-Ann Canuel \| Canada \| Vienne Futuroscope \| + 2 s \| \| 8e \| Clara Hughes \| Canada \| Canada \| + 2 s \| \| 9e \| Megan Guarnier \| États-Unis \| Tibco-To the Top \| + 2 s \| \| 10e \| Jeannie Longo \| France \| \| + 2 s \| |                     |            |                        |                 |
| |                     |            |                        |                 |
| Source : Cycling Quotient |                     |            |                        |                 |
| Classement général |                     |            |                        |                 |
| Coureur | Coureur             | Pays       | Équipe                 | Temps           |
| 1re | Giorgia Bronzini    | Italie     | Colavita Forno d'Asolo | 2 h 38 min 45 s |
| 2e | Joëlle Numainville  | Canada     | Tibco-To the Top       | + 0 s           |
| 3e | Theresa Cliff-Ryan  | États-Unis | Colavita Forno d'Asolo | + 0 s           |
| 4e | Leah Kirchmann      | Canada     | Canada                 | + 2 s           |
| 5e | Elizaveta Oshurkova | Ukraine    | Ukraine                | + 2 s           |
| 6e | Veronique Labonte   | Canada     |                        | + 2 s           |
| 7e | Karol-Ann Canuel    | Canada     | Vienne Futuroscope     | + 2 s           |
| 8e | Clara Hughes        | Canada     | Canada                 | + 2 s           |
| 9e | Megan Guarnier      | États-Unis | Tibco-To the Top       | + 2 s           |
| 10e | Jeannie Longo       | France     |                        | + 2 s           |

### Points UCI
| Position,          | 1er | 2e | 3e | 4e | 5e | 6e | 7e | 8e | 9e | 10e | 11e | 12e |
| Classement général | 80  | 56 | 32 | 24 | 20 | 16 | 12 | 8  | 7  | 6   | 5   | 3   |